# 李长顺 (企业家)
李长顺（1946年—），山东荣成人，汉族，中华人民共和国政治人物、第十一届全国人民代表大会山东地区代表。
毕业于南开大学远程教育学院工商管理专业，是中共党员。担任济钢集团董事长。2008年起担任全国人大代表。